# Leuge
Die Leuge (lateinisch leuga/leuca) ist eine antike Längenmaßeinheit, die in römischer Zeit mit der Meile konkurrierte und nach üblicher Rechenweise anderthalb römische Meilen betrug. Fraglich ist der keltische Ursprung dieses ausschließlich in den römischen Nordwestprovinzen verbreiteten Wegemaßes. Die Leuge lebte in verschiedenen „großen Meilen“ besonders im westlichen Mittelmeerraum und in Lateinamerika fort („Legua“) und wurde dort bis ins 19. Jahrhundert verwendet. Übliche Größen lagen zwischen 2 km und 7 km.

## Geschichte

### Ursprung und Quellen
Da das Wort Leuge keltischen Ursprungs ist, wird oft angenommen, dass auch die Leuge selbst keltischen Ursprungs sei. Dies kann jedoch nach genauerer Überprüfung der Quellen nicht bestätigt werden. Erwähnungen der Leuge in der antiken Literatur liegen frühestens ab dem 4. Jahrhundert n. Chr. vor. Als einzige archäologische Quelle dienen Funde von Meilensteinen. Von den 677 im Corpus Inscriptionum Latinarum erfassten Nummern sind 472 noch heute erhalten, im relevanten Gebiet der gallischen und germanischen Provinzen 100. Unter diesen fanden sich nur 13 in der Nähe der zugehörigen Römerstraße, der größte Teil wurde verschleppt, zweitverwendet oder die Herkunft ist ungewiss.
Eine Überlieferung der festen Größe eines gallischen Wegemaßes aus der Zeit vor der Eroberung Galliens durch Caesar erscheint wenig glaubhaft. Dies wäre nur bei weiterer Verwendung im Straßenbau möglich, da sie entsprechende Vermessung benötigte. Auch liegen keine Schriftquellen über den vorrömischen Straßenbau vor. Für das Straßenbauprogramm des Agrippa und Claudius wurden in Gallien ausschließlich Miliaria mit Meilenzählung verwendet. Gegen den keltischen Ursprung spricht auch die Tatsache, dass die Gallia Narbonensis und die britannischen Provinzen bei der Meilenzählung verblieben sind.

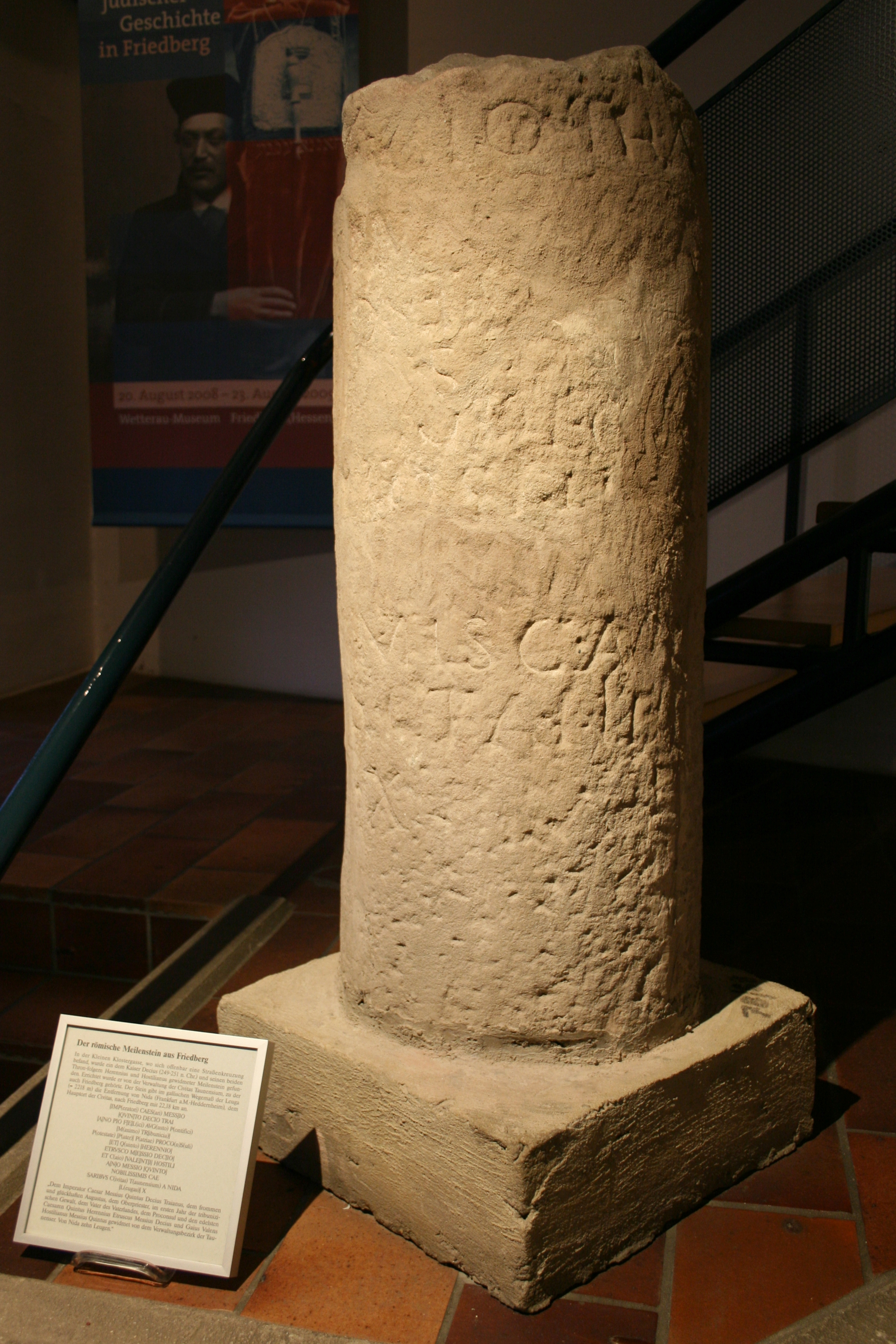
Leugenstein aus Friedberg, heute im Wetterau-Museum. Er befand sich 10 Leugen (22 km) von Nida entfernt.

### Einführung der Leuge
Die früheste Erwähnung der Leuge findet sich auf einem Meilenstein aus trajanischer Zeit in Aquitanien. Die Einführung verlief zunächst sowohl zeitlich als auch geographisch uneinheitlich. Der Vorgang ist bisher nur teilweise geklärt, was auf den Mangel an Quellen zurückgeht, und steht offensichtlich in Verbindung mit der Verwaltung der Reichsstraßen. Hierbei ist zu beachten, dass die Inschriften zwar üblicherweise dem Kaiser gewidmet waren, die Steine jedoch von den lokalen civitas-Verwaltungen gesetzt wurden, die auch für die cura viarum (Instandhaltung der Straßen) zuständig waren.
Während die Funde von Meilensteinen mit Leugenzählung unter den Kaisern Trajan, Hadrian und Antoninus Pius Einzelfunde blieben, erfolgte anscheinend unter Septimius Severus eine flächendeckende Einführung in den Tres Galliae (Belgium, Aquitania, Gallia) und den germanischen Provinzen. Eine Erklärung als Zugeständnis an die gallischen Gemeinden ist unverständlich, da der Kaiser den Provinzen, die den Gegenkaiser Clodius Albinus unterstützt hatten, nicht freundlich gesinnt war. Von Walser und Rathmann ist überzeugend dargelegt worden, dass die Einführung wohl wirtschaftlichen Interessen gedient haben könnte. Das würde auch erklären, warum einige Gemeinden an der Grenze zur Narbonensis wie die Colonia Iulia Equestris (Nyon) in Obergermanien, die civitas der Haeduer in der Gallia Lugdunensis oder einige südliche civitates der Aquitania bei der Meilenzählung blieben. Dafür schlossen sich mit Germania superior und inferior Provinzen der Leugenzählung an, die nicht zum keltischen Kerngebiet gehörten, was möglicherweise auf eine Nähe zum pes Drusianus, der auch Fuß der Tungrer genannt wurde, hindeutet.
Ebenfalls gegen eine zentrale Steuerung sprechen die aus der Einführung resultierenden Schwierigkeiten. Auf der bedeutenden Route Massilia-Augustodunum-Lutetia wurde zunächst nach Meilen, ab dem Gebiet der Segusavii nach Leugen, um Augustodunum nach Meilen und nördlich des Haeduergebiets schließlich wieder nach Leugen gezählt. Die Verwirrung wird noch vergrößert dadurch, dass die alten Meilensteine neben den neuen stehen blieben.

### Umrechnung
Ihrem eigentlichen Sinne nach bezeichnet eine Leuge die Entfernung, die ein Mensch in einer Stunde zurücklegen kann – daher das Synonym Wegstunde. Die uneinheitliche Einführung und möglicherweise auch Unkenntnis über das überlieferte Maß einer gallischen Leuge in der römischen Kaiserzeit äußerte sich in erheblichen Abweichungen zwischen den regional verwendeten Leugenmaßen. Die Leuge wurde in verschiedenen Gebieten an das jeweils übliche Maßsystem angebunden, meist zu eineinhalb, zwei oder drei Meilen. Da auch die Meilen in unterschiedlichen Ländern und Zeiten immer wieder anders festgelegt wurden, ergeben sich sehr große Abweichungen zwischen den verschiedenen historischen Leugen. Hinzu kommt, dass das im Deutschen wenig bekannte Wort „Leuge“ bei Übersetzungen aus anderen Sprachen meist ungenau mit „Meile“ übertragen wird, was zusätzlich zu den Umrechnungsproblemen auch begriffliche Schwierigkeiten schafft.

### Römische Leuge und Meile
Das Umrechnungsverhältnis Meile zu Leuge von 1,5:1 ist neben Schriftquellen durch mehrere Meilensteinfunde gesichert und wird deshalb in einschlägigen Werken allseits mit 2222 m angegeben. Besonders bemerkenswert sind hier zwei Steine aus Mainz-Kastel, von denen der ältere die Entfernung nach Wiesbaden (Aquae Mattiacorum) mit sechs Meilen, der jüngere die gleiche Entfernung mit vier Leugen angibt. Ebenso nennt ein bei Bingen gefundener Stein aus hadrianischer Zeit die Entfernung von Augusta Treverorum mit 72 Meilen, während der an derselben Stelle gefundene Stein für Septimius Severus und seine Söhne eine Entfernung von 48 Leugen angibt.
Die Leuge römischer Zeit entspricht üblicherweise einer Länge von (1 ½ × 1,48 km=) 2,22 km. Der Luftbildarchäologe Jacques Dassié fand jedoch in Aquitanien Belege für eine Leuge von 2450 m, die gleiche Länge ermittelte Eric Weijters für Römerstraßen des 2. Jahrhunderts in den südlichen Niederlanden. Die Abweichung könnte möglicherweise auf Verwendung des in einigen Teilen der Nordwestprovinzen gebräuchlichen pes Drusianus zurückgehen, da sie genau 7500 Drusianischen Fuß entspricht. In jedem Fall dürften sowohl Abweichungen als auch das unter Severus flächendeckend verwendete Maß von 2220 m oder 7500 pedes Kunstgriffe, das heißt Anpassungen an bestehende römische Maße sein, da sie rechentechnisch zu ausgewogen erscheinen. Begriffe wie leuga drusiana oder Leuga gallica haben sich aber in der deutschsprachigen Forschung bislang nicht durchgesetzt.

### Leugen in späteren Epochen
Die römische Leuge hat sich auf der Iberischen Halbinsel zur Legua entwickelt und wurde auch in der französischen Lieue und der englischen League fortgeführt. Im deutschsprachigen Bereich wurde sie auch als „große“ Meile einer kleineren gegenübergestellt. Allen neuzeitlichen Leugen ist gemeinsam, dass sie – anders als das antike Wegemaß, das mit der Meile konkurrierte – als ganzzahliges Vielfaches einer Meile dargestellt werden, also in mehrere „kleine“ Meilen (zumeist drei, vier oder fünf) unterteilt wurden. Die portugiesische und die von ihr abweichende italienische Seelegua, mit der Christoph Kolumbus rechnete, spielten eine große Rolle für die Seefahrt im Zeitalter der Entdeckungen. Das französische Maßsystem entwickelte im 19. Jahrhundert eine metrische Leuge, die in Kilometern ausgedrückt werden konnte. Im angelsächsischen System ist die League bis heute als Einheit von drei Meilen (jedweder Art) in Gebrauch.

### Bannleuge
In der Rechtssprache bezeichnete der mittellateinische Begriff Bannleuca (auch Bannleuga oder banni leuga) einen Bezirk von 1 Meile um eine Stadt, innerhalb dessen einige Städte die Gerichtsbarkeit ausüben durften. Der Begriff war in der angelsächsischen gelehrten Literatur in der Schreibweise ban lieue gebräuchlich, eingedeutscht Bannmeile.